# Truckee (fiume)
Il Truckee è un fiume della California e del Nevada. Scorre verso nord-est ed è lungo 195 chilometri. Si tratta dell'unico emissario del lago Tahoe e drena parte dell'alta Sierra Nevada, svuotandosi nel lago Pyramid nel Great Basin. Le sue acque sono un'importante fonte di irrigazione lungo la sua valle e le valli adiacenti.

## Denominazione del fiume
Quando John C. Frémont e Kit Carson risalirono il fiume Truckee, il 16 gennaio 1844, lo chiamarono Salmon Trout River, dall'enorme trota Lahontan (Oncorhynchus clarki henshawi) che passava nel fiume dal lago Pyramid per procreare. Tuttavia, il fiume alla fine prese il nome da un capo Paiute noto come Truckee che nel 1844 guidò un gruppo di emigranti dalle sorgenti del fiume Humboldt alla California attraverso il fiume Truckee, il lago Donner e il passo Donner. Apprezzando i servizi della guida, nativa americana, la spedizione chiamò il fiume con il suo nome. Il vero nome del capo potrebbe non essere stato Truckee, ma forse Tru-ki-zo, che avrebbe potuto essere distorto in "Truckee". Ci sono numerose altre teorie sul Chief Truckee e il suo nome.

## Corso e spartiacque

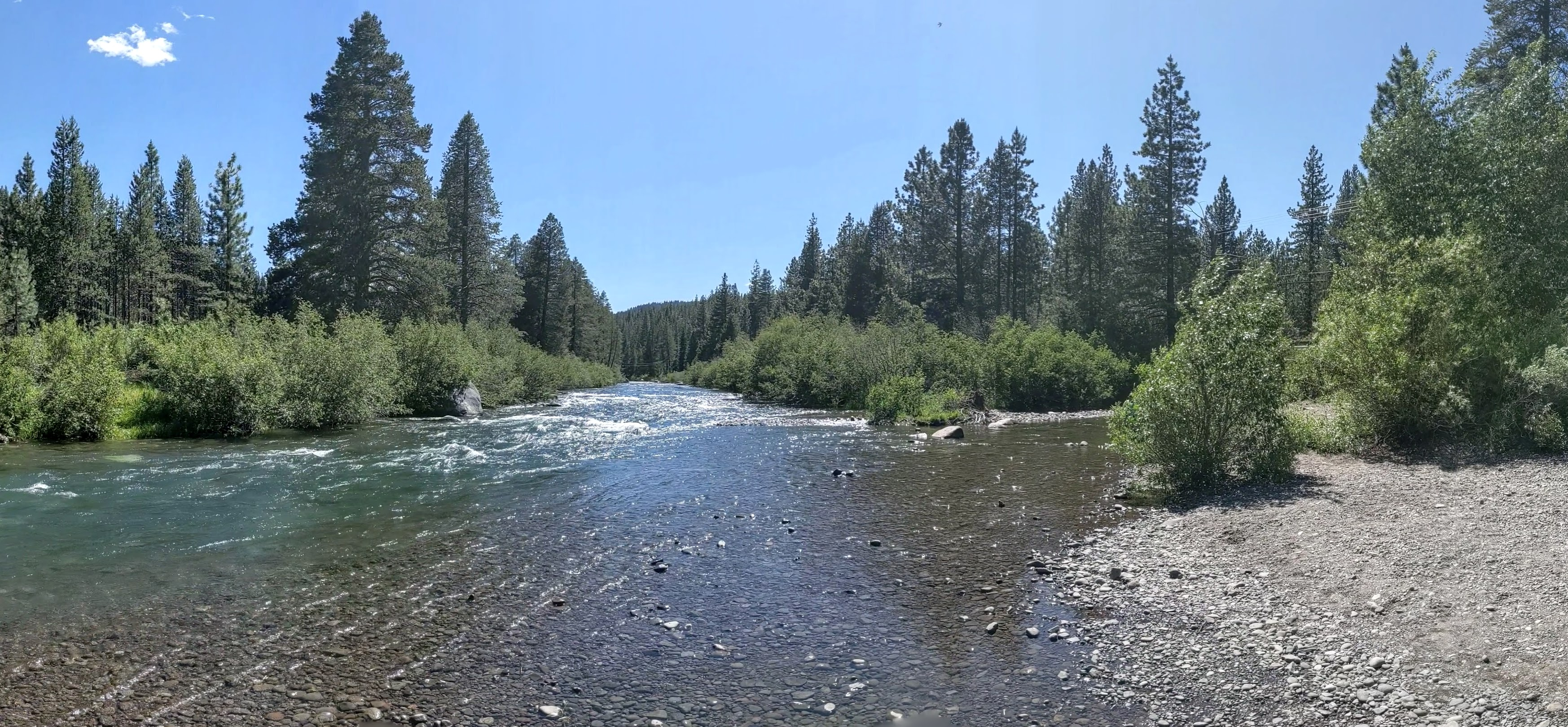
Il fiume Truckee a Truckee in California

, con il Donner Creek che scorre da destra. 

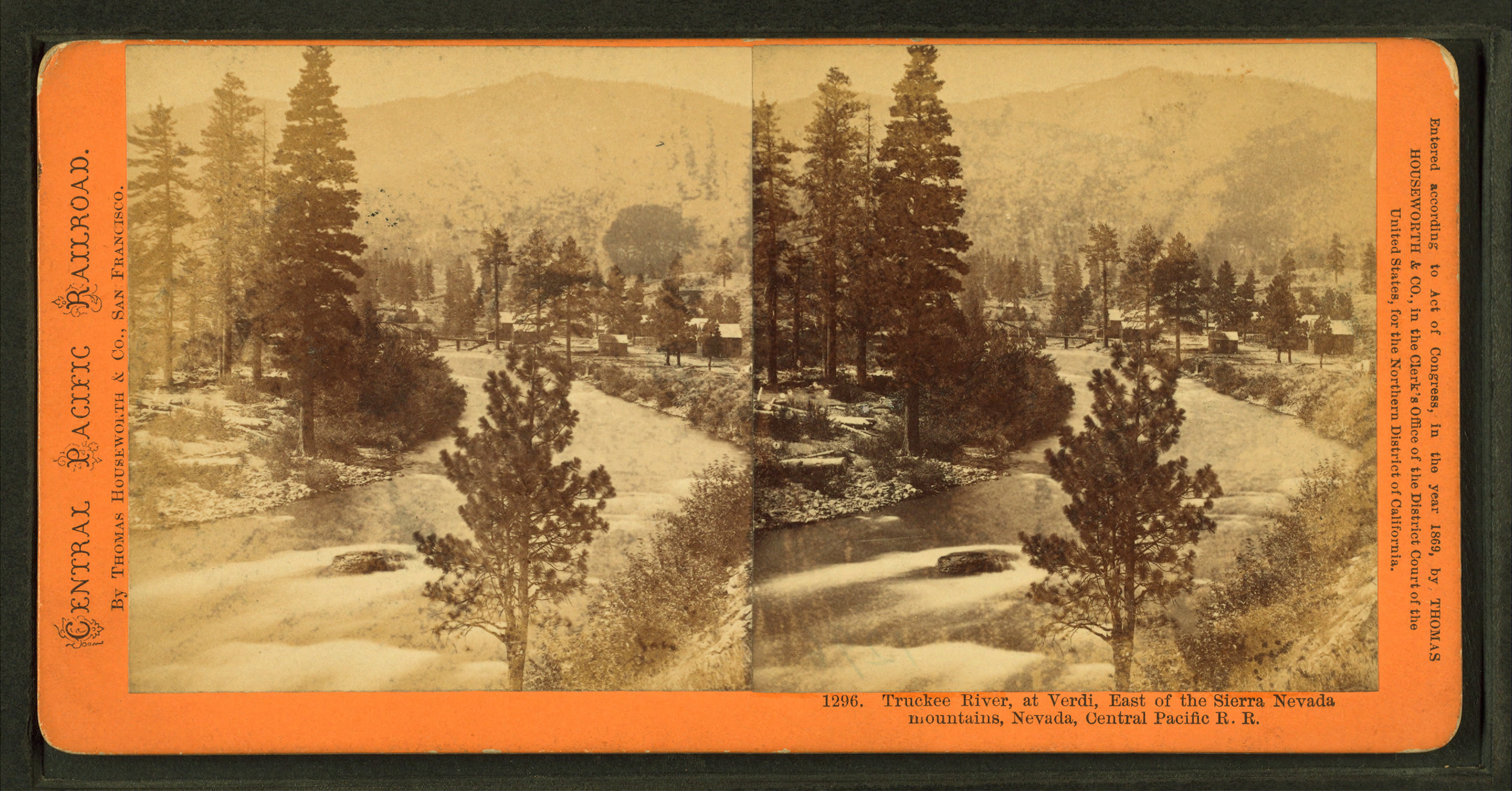
Il fiume Truckee a Verdi, nel Nevada, quando la Ferrovia del Pacifico centrale raggiunse il sito nel 1868

La sorgente del fiume Truckee è lo sbocco del lago Tahoe, presso la diga sul lato nord-ovest del lago vicino a Tahoe City, in California. Scorre generalmente a nord-est attraverso le montagne fino a Truckee, quindi gira bruscamente verso est e sfocia nel Nevada, attraverso Reno e Sparks e lungo l'estremità settentrionale del Carson Range. A Fernley gira a nord, scorrendo lungo il lato est della catena Pah Rah. Sfocia nell'estremità meridionale del lago Pyramid, un residuo del lago preistorico Lahontan, nella Contea di Washoe nella riserva indiana del lago Pyramid. 
Il bacino endoreico del fiume è di circa 7900 km², di cui circa 6000 km² sono in Nevada. Il Middle Watershed è considerato come 24 km di fiume e dei suoi affluenti da Tahoe City nella contea di Placer, attraverso la città di Truckee nella contea di Nevada, fino al confine di stato tra la Sierra e la contea di Washoe. I principali affluenti del fiume Truckee in California, dall'uscita dal lago Tahoe e diretti a valle includono: Bear Creek, Squaw Creek, Cabin Creek, Pole Creek, Donner Creek, Trout Creek, Martis Creek, Prosser Creek, Little Truckee River, Grey Creek e Bronco Creek. I principali laghi e bacini idrici nella parte californiana dello spartiacque includono il lago Tahoe, il lago Donner, Independence Lake, Webber Lake, Boca Reservoir, Stampede Reservoir, Prosser Creek Reservoir e Martis Creek Reservoir. Nel Lower Watershed, Steamboat Creek, che prosciuga il lago Washoe, è il principale affluente del fiume Truckee.